# Lista siturilor arheologice din județul Botoșani - G
Lista siturilor arheologice din județul Botoșani - G conține toate siturile arheologice din județul Botoșani înscrise în Repertoriul Arheologic Național (RAN) și aflate în localități al căror nume începe cu litera G. RAN este administrat de Ministerul Culturii și Patrimoniului Național și cuprinde date științifice, cartografice, topografice, imagini și planuri, precum și orice alte informații privitoare la zonele cu potențial arheologic, studiate sau nu, încă existente sau dispărute.
Puteți căuta un sit din localitățile care încep cu litera G folosind formularul de mai jos sau puteți naviga prin toate siturile din județ la Lista siturilor arheologice din județul Botoșani.
| Cod RAN     | Denumire | Localitate                              | Adresă                         | Datare                                             | Descoperit                                      | Coordonate                                    | Imagine           | Erori            |
| ----------- | --- | --------------------------------------- | ------------------------------ | -------------------------------------------------- | ----------------------------------------------- | --------------------------------------------- | ----------------- | ---------------- |
| 36667.01.01 | Așezarea de tip Cucuteni de la Grivița-Dealul Pâșcu / ansamblu anonim (Categorie: locuire civilă) (Tip: Așezare)             | sat Grivița, comuna Cordăreni           | Dealul Pâșcu                   | Cucuteni - A-B                                     | D. Isac 1975                                    | 48°01′54″N 26°35′42″E / 48.03156°N 26.59499°E | Încărcați imagine | Raportați eroare |
| 37422.01.01 | Situl arheologic de la George Enescu - Liteanca / ansamblu anonim (Categorie: locuire civilă) (Tip: Așezare)                 | sat George Enescu, comuna George Enescu | Liteanca                       | Noua aprox. 1500/1400-1150 ani                     | înv. Ioan Șadurschi 1974                        | 48°01′54″N 26°29′29″E / 48.0318°N 26.49129°E  | Încărcați imagine | Raportați eroare |
| 37422.02.02 | Situl arheologic de la George Enescu - Liteanca / ansamblu anonim (Categorie: locuire civilă) (Tip: Așezare)                 | sat George Enescu, comuna George Enescu | Liteanca                       | Sântana de Mureș - Cerneahov sec. IV - V           | înv. Ioan Șadurschi 1974                        | 48°01′54″N 26°29′29″E / 48.0318°N 26.49129°E  | Încărcați imagine | Raportați eroare |
| 37422.02.01 | Așezarea de epoca migrațiilor de la George Enescu - Pe Dragulea / ansamblu anonim (Categorie: locuire civilă) (Tip: Așezare) | sat George Enescu, comuna George Enescu | Pe Dragulea                    | Sântana de Mureș - Cerneahov sec. IV - V           | înv. Ioan Șadurschi 1974                        | 48°02′00″N 26°28′22″E / 48.03329°N 26.47287°E | Încărcați imagine | Raportați eroare |
| 36667.02.01 | Așezare Cucuteni de la Grivița - La Sărături / ansamblu anonim (Categorie: locuire civilă) (Tip: Așezare)                    | sat Grivița, comuna Cordăreni           | La Sărături                    | Cucuteni aprox. 4.500- 3.500 ani                   | A. Păunescu, P. Șadurschi, V. Chirica 1975      | 48°01′26″N 26°35′24″E / 48.02393°N 26.59005°E | Încărcați imagine | Raportați eroare |
| 36667.03.01 | Movila Pâșcov I la Grivița / ansamblu anonim (Categorie: descoperire funerară) (Tip: Tumul)                                  | sat Grivița, comuna Cordăreni           | Movila Pâșcov I                |                                                    | 1908                                            | 48°01′31″N 26°36′05″E / 48.02532°N 26.60135°E | Încărcați imagine | Raportați eroare |
| 36854.10.01 | Situl arheologic de la Ghireni - La Hârtop / ansamblu anonim (Categorie: locuire civilă) (Tip: Așezare)                      | sat Ghireni, comuna Coțușca             | La Hârtop                      | Cucuteni - A                                       | T. Malec 1955                                   | 48°08′44″N 26°53′57″E / 48.14548°N 26.89909°E | Încărcați imagine | Raportați eroare |
| 36854.10.02 | Situl arheologic de la Ghireni - La Hârtop / ansamblu anonim (Categorie: locuire civilă) (Tip: Așezare)                      | sat Ghireni, comuna Coțușca             | La Hârtop                      | Noua aprox. 1500/1400-1150 ani                     | T. Malec 1955                                   | 48°08′44″N 26°53′57″E / 48.14548°N 26.89909°E | Încărcați imagine | Raportați eroare |
| 36854.10.03 | Situl arheologic de la Ghireni - La Hârtop / ansamblu anonim (Categorie: locuire civilă) (Tip: Așezare)                      | sat Ghireni, comuna Coțușca             | La Hârtop                      | Sântana de Mureș - Cerneahov sec. IV - V           | T. Malec 1955                                   | 48°08′44″N 26°53′57″E / 48.14548°N 26.89909°E | Încărcați imagine | Raportați eroare |
| 36854.10.04 | Situl arheologic de la Ghireni - La Hârtop / ansamblu anonim (Categorie: locuire civilă) (Tip: așezare)                      | sat Ghireni, comuna Coțușca             | La Hârtop                      | Dridu sec. IX-XI                                   | T. Malec 1955                                   | 48°08′44″N 26°53′57″E / 48.14548°N 26.89909°E | Încărcați imagine | Raportați eroare |
| 36854.10.05 | Situl arheologic de la Ghireni - La Hârtop / ansamblu anonim (Categorie: locuire civilă) (Tip: așezare)                      | sat Ghireni, comuna Coțușca             | La Hârtop                      | sec. XIV-XV                                        | T. Malec 1955                                   | 48°08′44″N 26°53′57″E / 48.14548°N 26.89909°E | Încărcați imagine | Raportați eroare |
| 36854.04.01 | Situl arheologic de la Ghireni-La Balta Lată / ansamblu anonim (Categorie: locuire civilă) (Tip: Așezare)                    | sat Ghireni, comuna Coțușca             | La Balta Lată                  | gravettian - final aprox. 28.000/27.000-20.000 ani | T. Malec 1955                                   | 48°09′36″N 26°52′15″E / 48.16008°N 26.8709°E  | Încărcați imagine | Raportați eroare |
| 36854.04.02 | Situl arheologic de la Ghireni-La Balta Lată / ansamblu anonim (Categorie: locuire civilă) (Tip: Așezare)                    | sat Ghireni, comuna Coțușca             | La Balta Lată                  | Cucuteni - A                                       | T. Malec 1955                                   | 48°09′36″N 26°52′15″E / 48.16008°N 26.8709°E  | Încărcați imagine | Raportați eroare |
| 36854.04.03 | Situl arheologic de la Ghireni-La Balta Lată / ansamblu anonim (Categorie: locuire civilă) (Tip: Așezare)                    | sat Ghireni, comuna Coțușca             | La Balta Lată                  | Sântana de Mureș - Cerneahov sec. IV - V           | T. Malec 1955                                   | 48°09′36″N 26°52′15″E / 48.16008°N 26.8709°E  | Încărcați imagine | Raportați eroare |
| 36854.02.01 | Situl arheologic de la Ghireni-La Livadă / ansamblu anonim (Categorie: locuire civilă) (Tip: Așezare)                        | sat Ghireni, comuna Coțușca             | La Livadă                      | tardenoisian aprox. 8.500-6.500 ani                | A. Păunescu și V. Chirica 1970                  | 48°09′18″N 26°52′22″E / 48.15496°N 26.87271°E | Încărcați imagine | Raportați eroare |
| 36854.02.02 | Situl arheologic de la Ghireni-La Livadă / ansamblu anonim (Categorie: locuire civilă) (Tip: Așezare)                        | sat Ghireni, comuna Coțușca             | La Livadă                      | Sântana de Mureș - Cerneahov sec. IV - V           | A. Păunescu și V. Chirica 1970                  | 48°09′18″N 26°52′22″E / 48.15496°N 26.87271°E | Încărcați imagine | Raportați eroare |
| 36854.02.03 | Situl arheologic de la Ghireni-La Livadă / ansamblu anonim (Categorie: locuire civilă) (Tip: așezare)                        | sat Ghireni, comuna Coțușca             | La Livadă                      | Suceava-Drumul Național sec. VI-VII                | A. Păunescu și V. Chirica 1970                  | 48°09′18″N 26°52′22″E / 48.15496°N 26.87271°E | Încărcați imagine | Raportați eroare |
| 36854.03.02 | Situl arheologic de la Ghireni-La Iaz / ansamblu anonim (Categorie: locuire civilă) (Tip: Așezare)                           | sat Ghireni, comuna Coțușca             | La Iaz                         | Cucuteni - A, A-B                                  | A. Păunescu, P. Șadurschi, V. Chirica 1974      | 48°07′51″N 26°54′19″E / 48.13075°N 26.90534°E | Încărcați imagine | Raportați eroare |
| 36854.03.03 | Situl arheologic de la Ghireni-La Iaz / ansamblu anonim (Categorie: locuire civilă) (Tip: Așezare)                           | sat Ghireni, comuna Coțușca             | La Iaz                         | Sântana de Mureș - Cerneahov sec. IV - V           | A. Păunescu, P. Șadurschi, V. Chirica 1974      | 48°07′51″N 26°54′19″E / 48.13075°N 26.90534°E | Încărcați imagine | Raportați eroare |
| 36854.05.01 | Așezarea paleolitică de la Ghireni-Ciritei / ansamblu anonim (Categorie: locuire civilă) (Tip: Așezare)                      | sat Ghireni, comuna Coțușca             | Ciritei                        | gravettian aprox. 28.000/27.000-20.000 ani         | A. Păunescu 1970                                | 48°08′36″N 26°53′19″E / 48.14345°N 26.88856°E | Încărcați imagine | Raportați eroare |
| 36854.06.01 | Situl arheologic de la Ghireni-Stâna din Imaș / ansamblu anonim (Categorie: locuire civilă) (Tip: Așezare)                   | sat Ghireni, comuna Coțușca             | Stâna din Imaș                 | Cucuteni aprox. 4.500- 3.500 ani                   | N. Zaharia 1955                                 | 48°08′37″N 26°53′02″E / 48.14361°N 26.88377°E | Încărcați imagine | Raportați eroare |
| 36854.06.02 | Situl arheologic de la Ghireni-Stâna din Imaș / ansamblu anonim (Categorie: locuire civilă) (Tip: Așezare)                   | sat Ghireni, comuna Coțușca             | Stâna din Imaș                 |                                                    | N. Zaharia 1955                                 | 48°08′37″N 26°53′02″E / 48.14361°N 26.88377°E | Încărcați imagine | Raportați eroare |
| 36854.06.03 | Situl arheologic de la Ghireni-Stâna din Imaș / ansamblu anonim (Categorie: locuire civilă) (Tip: Așezare)                   | sat Ghireni, comuna Coțușca             | Stâna din Imaș                 | Sântana de Mureș - Cerneahov sec. IV - V           | N. Zaharia 1955                                 | 48°08′37″N 26°53′02″E / 48.14361°N 26.88377°E | Încărcați imagine | Raportați eroare |
| 36854.07.02 | Situl arheologic de la Ghireni-Balta lui Filip / ansamblu anonim (Categorie: locuire civilă) (Tip: Așezare)                  | sat Ghireni, comuna Coțușca             | Balta lui Filip                | Cucuteni aprox. 4.500- 3.500 ani                   | N. Zaharia 1955                                 | 48°09′40″N 26°53′31″E / 48.16098°N 26.89182°E | Încărcați imagine | Raportați eroare |
| 36854.07.03 | Situl arheologic de la Ghireni-Balta lui Filip / ansamblu anonim (Categorie: locuire civilă) (Tip: Așezare)                  | sat Ghireni, comuna Coțușca             | Balta lui Filip                | Sântana de Mureș - Cerneahov sec. IV - V           | N. Zaharia 1955                                 | 48°09′40″N 26°53′31″E / 48.16098°N 26.89182°E | Încărcați imagine | Raportați eroare |
| 36854.08.01 | Situl arheologic de la Ghireni-La Moară / ansamblu anonim (Categorie: locuire civilă) (Tip: Așezare)                         | sat Ghireni, comuna Coțușca             | La Moară                       |                                                    | T. Malec 1955                                   | 48°08′51″N 26°52′37″E / 48.1475°N 26.87683°E  | Încărcați imagine | Raportați eroare |
| 36854.08.02 | Situl arheologic de la Ghireni-La Moară / ansamblu anonim (Categorie: locuire civilă) (Tip: Așezare)                         | sat Ghireni, comuna Coțușca             | La Moară                       | Cucuteni - A                                       | T. Malec 1955                                   | 48°08′51″N 26°52′37″E / 48.1475°N 26.87683°E  | Încărcați imagine | Raportați eroare |
| 36854.08.03 | Situl arheologic de la Ghireni-La Moară / ansamblu anonim (Categorie: locuire civilă) (Tip: Așezare)                         | sat Ghireni, comuna Coțușca             | La Moară                       | Sântana de Mureș - Cerneahov sec. IV-V             | T. Malec 1955                                   | 48°08′51″N 26°52′37″E / 48.1475°N 26.87683°E  | Încărcați imagine | Raportați eroare |
| 36854.08.04 | Situl arheologic de la Ghireni-La Moară / ansamblu anonim (Categorie: locuire civilă) (Tip: Așezare)                         | sat Ghireni, comuna Coțușca             | La Moară                       | Suceava-Drumul Național sec. VIII-IX               | T. Malec 1955                                   | 48°08′51″N 26°52′37″E / 48.1475°N 26.87683°E  | Încărcați imagine | Raportați eroare |
| 36854.08.05 | Situl arheologic de la Ghireni-La Moară / ansamblu anonim (Categorie: locuire civilă) (Tip: Așezare)                         | sat Ghireni, comuna Coțușca             | La Moară                       | Dridu sec. IX-XI                                   | T. Malec 1955                                   | 48°08′51″N 26°52′37″E / 48.1475°N 26.87683°E  | Încărcați imagine | Raportați eroare |
| 36854.08.06 | Situl arheologic de la Ghireni-La Moară / ansamblu anonim (Categorie: locuire civilă) (Tip: Așezare)                         | sat Ghireni, comuna Coțușca             | La Moară                       |                                                    | T. Malec 1955                                   | 48°08′51″N 26°52′37″E / 48.1475°N 26.87683°E  | Încărcați imagine | Raportați eroare |
| 36854.08.07 | Situl arheologic de la Ghireni-La Moară / ansamblu anonim (Categorie: locuire civilă) (Tip: necropola)                       | sat Ghireni, comuna Coțușca             | La Moară                       |                                                    | T. Malec 1955                                   | 48°08′51″N 26°52′37″E / 48.1475°N 26.87683°E  | Încărcați imagine | Raportați eroare |
| 36854.09.02 | Situl arheologic de la Ghireni-Iazul Buznea / ansamblu anonim (Categorie: locuire civilă) (Tip: Așezare)                     | sat Ghireni, comuna Coțușca             | Iazul Buznea                   | Cucuteni - A-B, B                                  | N. Zaharia 1955                                 | 48°08′12″N 26°54′29″E / 48.13668°N 26.90817°E | Încărcați imagine | Raportați eroare |
| 36854.09.03 | Situl arheologic de la Ghireni-Iazul Buznea / ansamblu anonim (Categorie: locuire civilă) (Tip: Așezare)                     | sat Ghireni, comuna Coțușca             | Iazul Buznea                   | Sântana de Mureș - Cerneahov sec. IV - V           | N. Zaharia 1955                                 | 48°08′12″N 26°54′29″E / 48.13668°N 26.90817°E | Încărcați imagine | Raportați eroare |
| 36854.09.04 | Situl arheologic de la Ghireni-Iazul Buznea / ansamblu anonim (Categorie: locuire civilă) (Tip: Așezare)                     | sat Ghireni, comuna Coțușca             | Iazul Buznea                   |                                                    | N. Zaharia 1955                                 | 48°08′12″N 26°54′29″E / 48.13668°N 26.90817°E | Încărcați imagine | Raportați eroare |
| 36854.01.02 | Situl arheologic de la Ghireni-Vatra Satului / ansamblu anonim (Categorie: locuire civilă) (Tip: Așezare)                    | sat Ghireni, comuna Coțușca             | Vatra Satului                  | Cucuteni aprox. 4.500- 3.500 ani                   | Temistocle Malec 1955                           | 48°09′37″N 26°52′52″E / 48.1604°N 26.88109°E  | Încărcați imagine | Raportați eroare |
| 36854.01.03 | Situl arheologic de la Ghireni-Vatra Satului / ansamblu anonim (Categorie: locuire civilă) (Tip: Așezare)                    | sat Ghireni, comuna Coțușca             | Vatra Satului                  | Noua aprox. 1500/1400-1150 ani                     | Temistocle Malec 1955                           | 48°09′37″N 26°52′52″E / 48.1604°N 26.88109°E  | Încărcați imagine | Raportați eroare |
| 36854.01.04 | Situl arheologic de la Ghireni-Vatra Satului / ansamblu anonim (Categorie: locuire civilă) (Tip: Așezare)                    | sat Ghireni, comuna Coțușca             | Vatra Satului                  |                                                    | Temistocle Malec 1955                           | 48°09′37″N 26°52′52″E / 48.1604°N 26.88109°E  | Încărcați imagine | Raportați eroare |
| 36854.01.05 | Situl arheologic de la Ghireni-Vatra Satului / ansamblu anonim (Categorie: locuire civilă) (Tip: Așezare)                    | sat Ghireni, comuna Coțușca             | Vatra Satului                  | Sântana de Mureș - Cerneahov sec IV-V              | Temistocle Malec 1955                           | 48°09′37″N 26°52′52″E / 48.1604°N 26.88109°E  | Încărcați imagine | Raportați eroare |
| 36854.01.06 | Situl arheologic de la Ghireni-Vatra Satului / ansamblu anonim (Categorie: locuire civilă) (Tip: Așezare)                    | sat Ghireni, comuna Coțușca             | Vatra Satului                  |                                                    | Temistocle Malec 1955                           | 48°09′37″N 26°52′52″E / 48.1604°N 26.88109°E  | Încărcați imagine | Raportați eroare |
| 37271.01.02 | Situl arheologic de la Guranda - Siliștea satului vechi / ansamblu anonim (Categorie: loc de luptă) (Tip: așezare)           | sat Guranda, comuna Durnești            | Siliștea Satului Vechi         | sec. XIV - XV                                      | A. Păunescu, P. Șadurschi, V. Chirica 1974      | 47°47′31″N 27°03′35″E / 47.79187°N 27.05976°E | Încărcați imagine | Raportați eroare |
| 37271.01.01 | Situl arheologic de la Guranda - Siliștea satului vechi / ansamblu anonim (Categorie: loc de luptă) (Tip: așezare)           | sat Guranda, comuna Durnești            | Siliștea Satului Vechi         | Noua aprox. 1500/1400-1150 ani                     | A. Păunescu, P. Șadurschi, V. Chirica 1974      | 47°47′31″N 27°03′35″E / 47.79187°N 27.05976°E | Încărcați imagine | Raportați eroare |
| 37271.01.03 | Situl arheologic de la Guranda - Siliștea satului vechi / ansamblu anonim (Categorie: loc de luptă) (Tip: așezare)           | sat Guranda, comuna Durnești            | Siliștea Satului Vechi         | sec. XVII - XVIII                                  | A. Păunescu, P. Șadurschi, V. Chirica 1974      | 47°47′31″N 27°03′35″E / 47.79187°N 27.05976°E | Încărcați imagine | Raportați eroare |
| 37422.03.01 | Așezarea Cucuteni de la George Enescu-Vatra satului / ansamblu anonim (Categorie: locuire civilă) (Tip: Așezare)             | sat George Enescu, comuna George Enescu | Vatra satului                  | Cucuteni - A                                       | V. Perian 1958                                  | 48°02′29″N 26°29′03″E / 48.04147°N 26.48411°E | Încărcați imagine | Raportați eroare |
| 37422.03.02 | Așezarea Cucuteni de la George Enescu-Vatra satului / ansamblu anonim (Categorie: locuire civilă) (Tip: Așezare)             | sat George Enescu, comuna George Enescu | Vatra satului                  | sec. IV - V                                        | V. Perian 1958                                  | 48°02′29″N 26°29′03″E / 48.04147°N 26.48411°E | Încărcați imagine | Raportați eroare |
| 37422.03.03 | Așezarea Cucuteni de la George Enescu-Vatra satului / ansamblu anonim (Categorie: locuire civilă) (Tip: Așezare)             | sat George Enescu, comuna George Enescu | Vatra satului                  | sec. XVIII                                         | V. Perian 1958                                  | 48°02′29″N 26°29′03″E / 48.04147°N 26.48411°E | Încărcați imagine | Raportați eroare |
| 37422.04.01 | Movila Liteanca de la George Enescu / ansamblu anonim (Categorie: descoperire funerară) (Tip: Movilă)                        | sat George Enescu, comuna George Enescu | Movila Liteanca                |                                                    | A. Păunescu, P. Șadurschi, V. Chirica 1974-1975 | 48°02′05″N 26°29′16″E / 48.0348°N 26.48786°E  | Încărcați imagine | Raportați eroare |
| 37486.01.01 | Așezarea medievală de la George Coșbuc - La Zavastica / ansamblu anonim (Categorie: locuire civilă) (Tip: Așezare deschisă)  | sat George Coșbuc, comuna Gorbănești    | La Zavastica                   | sec. XVII                                          | A. Păunescu, P. Șadurschi, V. Chirica 1974      | 47°48′54″N 26°52′51″E / 47.81491°N 26.88075°E | Încărcați imagine | Raportați eroare |
| 39300.01.01 | Movila La Cișmele / ansamblu anonim (Categorie: descoperire funerară) (Tip: Tumul)                                           | sat Gârbești, comuna Todireni           | Movila La Cișmele              |                                                    | A. Păunescu, P. Șadurschi, V. Chirica 1973      | 47°35′30″N 27°05′01″E / 47.59154°N 27.08355°E | Încărcați imagine | Raportați eroare |
| 36667.04.01 | Movila Pâșcov II de la Grivița / ansamblu anonim (Categorie: descoperire funerară) (Tip: Tumul)                              | sat Grivița, comuna Cordăreni           | Movila Pâșcov II               |                                                    | 1908                                            | 48°01′35″N 26°35′58″E / 48.02647°N 26.59947°E | Încărcați imagine | Raportați eroare |
| 36667.05.01 | Movila Pâșcov III de la Grivița / ansamblu anonim (Categorie: descoperire funerară) (Tip: Tumul)                             | sat Grivița, comuna Cordăreni           | Movila Pâșcov III              |                                                    | 1908                                            | 48°01′38″N 26°35′51″E / 48.02735°N 26.59757°E | Încărcați imagine | Raportați eroare |
| 36667.06.01 | Movila Pâșcov IV de la Grivița / ansamblu anonim (Categorie: descoperire funerară) (Tip: Tumul)                              | sat Grivița, comuna Cordăreni           | Movila Pâșcov IV               |                                                    | 1908                                            | 48°01′41″N 26°35′48″E / 48.02794°N 26.59663°E | Încărcați imagine | Raportați eroare |
| 36667.08.01 | Movila de la Grivița-Dealul Țarina / ansamblu anonim (Categorie: descoperire funerară) (Tip: Tumul)                          | sat Grivița, comuna Cordăreni           | Dealul Țarina                  |                                                    | O. L. Șovan 2009                                | 48°00′22″N 26°35′50″E / 48.00618°N 26.59732°E | Încărcați imagine | Raportați eroare |
| 36667.07.01 | Movila Pâșcov V la Grivița / ansamblu anonim (Categorie: descoperire funerară) (Tip: Tumul)                                  | sat Grivița, comuna Cordăreni           | Movila Pâșcov V                |                                                    | 1908                                            | 48°01′47″N 26°35′45″E / 48.02966°N 26.59583°E | Încărcați imagine | Raportați eroare |
| 36854.12.01 | Movilă la Ghireni - Dealul Crucea lui Tăutu II / ansamblu anonim (Categorie: descoperire funerară) (Tip: Tumul)              | sat Ghireni, comuna Coțușca             | Dealul Crucea lui Tăutu II     |                                                    | O. L. Șovan 2009                                | 48°08′57″N 26°54′41″E / 48.1492°N 26.91142°E  | Încărcați imagine | Raportați eroare |
| 36854.11    | Movilă la Ghireni - Dealul Crucea lui Tăutu I / ansamblu anonim (Categorie: descoperire funerară) (Tip: Tumul)               | sat Ghireni, comuna Coțușca             | Dealul Crucea lui Tăutu I      |                                                    | O. L. Șovan 2009                                | 48°08′55″N 26°54′43″E / 48.14855°N 26.91206°E | Încărcați imagine | Raportați eroare |
| 37271.02.01 | Movila Guranda de la Guranda / ansamblu anonim (Categorie: descoperire funerară) (Tip: Movilă)                               | sat Guranda, comuna Durnești            | Movila Guranda                 |                                                    | O.L. Șovan 2009                                 | 47°48′01″N 27°02′38″E / 47.80038°N 27.04399°E | Încărcați imagine | Raportați eroare |
| 37271.03.01 | Movila din Dealul Guranda de la Guranda / ansamblu anonim (Categorie: descoperire funerară) (Tip: movila)                    | sat Guranda, comuna Durnești            | Movila din Dealul Guranda      |                                                    | O.L. Șovan 2009                                 | 47°48′26″N 27°02′21″E / 47.8071°N 27.03911°E  | Încărcați imagine | Raportați eroare |
| 37271.04.01 | Movila de la Gurunda - La Cozorici / ansamblu anonim (Categorie: descoperire funerară) (Tip: movila)                         | sat Guranda, comuna Durnești            | Movila La Cozorici             |                                                    | O. L. Șovan 2009                                | 47°46′13″N 27°02′52″E / 47.77041°N 27.04786°E | Încărcați imagine | Raportați eroare |
| 37271.05.01 | Movila de la Guranda - La Moară / ansamblu anonim (Categorie: descoperire funerară) (Tip: movila)                            | sat Guranda, comuna Durnești            | La Moară                       |                                                    | O. L. Șovan 2009                                | 47°46′05″N 27°04′00″E / 47.76817°N 27.06658°E | Încărcați imagine | Raportați eroare |
| 37422.05.01 | Situl arheologic de la George Enescu - La Rădoaia / ansamblu anonim(La Clin) (Categorie: Locuire) (Tip: așezare)             | sat George Enescu, comuna George Enescu | La Rădoaia                     | Cucuteni - A și A-B                                | înv. Ioan Șadurschi 1975                        | 48°02′36″N 26°29′49″E / 48.04321°N 26.49708°E | Încărcați imagine | Raportați eroare |
| 37422.05.02 | Situl arheologic de la George Enescu - La Rădoaia / ansamblu anonim(La Clin) (Categorie: Locuire) (Tip: așezare)             | sat George Enescu, comuna George Enescu | La Rădoaia                     | Sântana de Mureș - Cerneahov sec. IV-V             | înv. Ioan Șadurschi 1975                        | 48°02′36″N 26°29′49″E / 48.04321°N 26.49708°E | Încărcați imagine | Raportați eroare |
| 37422.05.03 | Situl arheologic de la George Enescu - La Rădoaia / ansamblu anonim(La Clin) (Categorie: Locuire) (Tip: așezare)             | sat George Enescu, comuna George Enescu | La Rădoaia                     | sec. XVIII                                         | înv. Ioan Șadurschi 1975                        | 48°02′36″N 26°29′49″E / 48.04321°N 26.49708°E | Încărcați imagine | Raportați eroare |
| 37422.06.01 | Movila Bodoroanca de la George Enescu / ansamblu anonim (Categorie: descoperire funerară) (Tip: movilă)                      | sat George Enescu, comuna George Enescu | Movila Bodoroanca              |                                                    | A. Păunescu, P. Șadurschi, V. Chirica 1974-1975 | 48°01′49″N 26°29′10″E / 48.03033°N 26.48598°E | Încărcați imagine | Raportați eroare |
| 37468.01.01 | Movila de la Gorbănești - Dealul Stânei / ansamblu anonim (Categorie: descoperire funerară) (Tip: Movilă)                    | sat Gorbănești, comuna Gorbănești       | Dealul Stânei                  |                                                    | O. L. Șovan 2009                                | 47°46′48″N 26°50′03″E / 47.7799°N 26.83403°E  | Încărcați imagine | Raportați eroare |
| 37468.02.01 | Movila Gorbănești de la Gorbănești / ansamblu anonim (Categorie: descoperire funerară) (Tip: Movilă)                         | sat Gorbănești, comuna Gorbănești       | Movila Gorbănești              |                                                    | O.L. Șovan 2009                                 | 47°46′27″N 26°52′17″E / 47.77407°N 26.87133°E | Încărcați imagine | Raportați eroare |
| 37468.03.01 | Movila din Dealul Cercușeni I de la Gorbănești / ansamblu anonim (Categorie: descoperire funerară) (Tip: Movilă)             | sat Gorbănești, comuna Gorbănești       | Movila din Dealul Cercușeni I  |                                                    | O.L. Șovan 2009                                 | 47°46′49″N 26°50′58″E / 47.78033°N 26.84945°E | Încărcați imagine | Raportați eroare |
| 37486.03.01 | Movila din Hârtopul Viei de la George Coșbuc / ansamblu anonim (Categorie: descoperire funerară) (Tip: Movilă)               | sat George Coșbuc, comuna Gorbănești    | Movila din Hârtopul Viei       |                                                    | O. L. Șovan 2009                                | 47°48′33″N 26°52′04″E / 47.80928°N 26.86787°E | Încărcați imagine | Raportați eroare |
| 37486.04.01 | Movila din Dealul Tomești I de la George Coșbuc / ansamblu anonim (Categorie: descoperire funerară) (Tip: Movilă)            | sat George Coșbuc, comuna Gorbănești    | Movila din Dealul Tomești I    |                                                    | O.L. Șovan 2009                                 | 47°49′23″N 26°51′19″E / 47.82296°N 26.85521°E | Încărcați imagine | Raportați eroare |
| 37486.05.01 | Movila din Dealul Tomești II de la George Coșbuc / ansamblu anonim (Categorie: descoperire funerară) (Tip: Movilă)           | sat George Coșbuc, comuna Gorbănești    | Movila din Dealul Tomești II   |                                                    | O. L. Șovan 2009                                | 47°48′58″N 26°51′38″E / 47.816°N 26.86043°E   | Încărcați imagine | Raportați eroare |
| 37468.04.01 | Movila din Dealul Cercușeni II de la Gorbănești / ansamblu anonim (Categorie: descoperire funerară) (Tip: Movilă)            | sat Gorbănești, comuna Gorbănești       | Movila din Dealul Cercușeni II |                                                    | O. L. Șovan 2009                                | 47°47′08″N 26°51′07″E / 47.7856°N 26.85196°E  | Încărcați imagine | Raportați eroare |
| 37486.06.01 | Movila din Dealul Bătrânești de la George Coșbuc / ansamblu anonim (Categorie: descoperire funerară) (Tip: Movilă)           | sat George Coșbuc, comuna Gorbănești    | Movila din Dealul Bătrânești   |                                                    | O. L. Șovan 2009                                | 47°48′20″N 26°53′19″E / 47.80554°N 26.88849°E | Încărcați imagine | Raportați eroare |
| 37486.02.01 | Movilă la George Coșbuc - Podișul Hienic / ansamblu anonim (Categorie: descoperire funerară) (Tip: Movilă)                   | sat George Coșbuc, comuna Gorbănești    | Podișul Hienic                 |                                                    | O. L. Șovan 2009                                | 47°48′43″N 26°52′56″E / 47.81184°N 26.88212°E | Încărcați imagine | Raportați eroare |
| 37583.01.01 | Movila lui Blezniuc de la Gârbeni / ansamblu anonim (Categorie: descoperire funerară) (Tip: Movilă)                          | sat Gârbeni, comuna Havârna             | Movila lui Blezniuc            |                                                    | N. Filipescu-Dubău 1891                         | 48°05′27″N 26°40′27″E / 48.09071°N 26.67406°E | Încărcați imagine | Raportați eroare |
| 37583.02.01 | Movila din Dealul Mistreni de la Gârbeni / ansamblu anonim (Categorie: descoperire funerară) (Tip: Movilă)                   | sat Gârbeni, comuna Havârna             | Dealul Mistreni                |                                                    | O. L. Șovan 2009                                | 48°05′07″N 26°40′56″E / 48.0852°N 26.68226°E  | Încărcați imagine | Raportați eroare |
| 37583.03.01 | Movila de la Gârbeni - de la Nord de Sat / ansamblu anonim (Categorie: descoperire funerară) (Tip: Movilă)                   | sat Gârbeni, comuna Havârna             | Movila de la Nord de Sat       |                                                    | O. L. Șovan 2009                                | 48°05′33″N 26°38′55″E / 48.09249°N 26.64868°E | Încărcați imagine | Raportați eroare |
| 36667.10.01 | Movilă la Grivița-lângă Valea Ploștii / ansamblu anonim (Categorie: descoperire funerară) (Tip: Tumul)                       | sat Grivița, comuna Cordăreni           | lângă Valea Ploștii            |                                                    | O. L. Șovan 2009                                | 48°01′25″N 26°34′44″E / 48.0236°N 26.57877°E  | Încărcați imagine | Raportați eroare |
| 37574.01.01 | Movila din Dealul Ghizulia de la Galbeni / ansamblu anonim (Categorie: descoperire funerară) (Tip: Movilă)                   | sat Galbeni, comuna Havârna             | Movila din Dealul Ghizulia     |                                                    | O.L. Șovan 2009                                 | 48°01′29″N 26°40′07″E / 48.02485°N 26.66857°E | Încărcați imagine | Raportați eroare |
| 37583.04.01 | Așezarea Cucuteni de la Gârbeni - Țarna-n Deal / ansamblu anonim (Categorie: descoperire funerară) (Tip: Așezare)            | sat Gârbeni, comuna Havârna             | Țarna-n Deal                   | Cucuteni aprox. 4.500- 3.500 ani                   | prof. N. Jităreanu 1975                         | 48°04′53″N 26°40′09″E / 48.08145°N 26.66911°E | Încărcați imagine | Raportați eroare |
| 39300.02.01 | Situl arheologic de la Gârbești - Șes Cernești / ansamblu anonim (Categorie: locuire) (Tip: Așezare deschisă)                | sat Gârbești, comuna Todireni           | Șes Cernești                   | getică aprox. 650-450/300 ani                      | A. Păunescu, P. Șadurschi, V. Chirica 1974      | 47°36′13″N 27°04′52″E / 47.60367°N 27.08098°E | Încărcați imagine | Raportați eroare |
| 39300.02.02 | Situl arheologic de la Gârbești - Șes Cernești / ansamblu anonim (Categorie: locuire) (Tip: Așezare deschisă)                | sat Gârbești, comuna Todireni           | Șes Cernești                   | Dridu sec. IX-XI                                   | A. Păunescu, P. Șadurschi, V. Chirica 1974      | 47°36′13″N 27°04′52″E / 47.60367°N 27.08098°E | Încărcați imagine | Raportați eroare |
| 39300.02.03 | Situl arheologic de la Gârbești - Șes Cernești / ansamblu anonim (Categorie: locuire) (Tip: Așezare deschisă)                | sat Gârbești, comuna Todireni           | Șes Cernești                   |                                                    | A. Păunescu, P. Șadurschi, V. Chirica 1974      | 47°36′13″N 27°04′52″E / 47.60367°N 27.08098°E | Încărcați imagine | Raportați eroare |
| 39300.03.01 | Movila din Dealul Movilei de la Gârbești / ansamblu anonim (Categorie: descoperire funerară) (Tip: Movilă)                   | sat Gârbești, comuna Todireni           | Movila din Dealul Movilei      |                                                    | O.L. Șovan 2009                                 | 47°35′44″N 27°03′35″E / 47.59568°N 27.05986°E | Încărcați imagine | Raportați eroare |
| 39300.04.01 | Movila Onofrei de la Gârbești / ansamblu anonim (Categorie: descoperire funerară) (Tip: Movilă)                              | sat Gârbești, comuna Todireni           | Movila Onofrei                 |                                                    | O.L. Șovan 2009                                 | 47°35′36″N 27°06′21″E / 47.59323°N 27.10575°E | Încărcați imagine | Raportați eroare |
| 39300.05.01 | Movila lui Mandache de la Gârbești / ansamblu anonim (Categorie: descoperire funerară) (Tip: Movilă)                         | sat Gârbești, comuna Todireni           | Movila lui Mandache            |                                                    | O.L. Șovan 2009                                 | 47°34′30″N 27°06′28″E / 47.57506°N 27.10784°E | Încărcați imagine | Raportați eroare |
| 39300.06.01 | Movila din Țarna Veche de la Gârbești / ansamblu anonim (Categorie: descoperire funerară) (Tip: Movilă)                      | sat Gârbești, comuna Todireni           | Movila din Țarna Veche         |                                                    | O.L. Șovan 2009                                 | 47°35′17″N 27°07′31″E / 47.58796°N 27.12533°E | Încărcați imagine | Raportați eroare |
| 39630.02.01 | Movila Gorovei de la Gorovei / ansamblu anonim (Categorie: descoperire funerară) (Tip: Movilă)                               | sat Gorovei, comuna Văculești           | Movila Gorovei                 |                                                    | O.L. Șovan 2009                                 | 47°52′22″N 26°21′45″E / 47.8728°N 26.36255°E  | Încărcați imagine | Raportați eroare |